# アルゴ・スポーツ
アルゴ・スポーツ（独: Agon Sports）は、ドイツのボクシングプロモーション会社。ベルリンに本部がある。2017年10月にインゴ・ヴォルクマンが設立した。

## 来歴
2018年2月16日、ヴィルフリート・ザウアーラント率いるザウアーラント・イベントから契約を解除されたジャック・クルカイを獲得した。
2018年3月10日、ギュータースローのスタッドハレ・ギュータースローで初めての興行を開催。
2018年11月15日、ザウアーラント・イベントから契約を解除されたタイロン・ツォイゲを加入を発表。
2019年1月15日、IBF世界ミドル級挑戦者決定戦の入札が行われアルゴ・スポーツが初めて入札に参加し、セルゲイ・デレフヤンチェンコを擁するディベイラ・エンターテイメントが425,515ドルを提示し、クルカイを擁するアルゴ・スポーツが提示した397,713ドルを上回った為、ディベラエンターテイメントが興行権落札を許した。
2020年8月28日、ベルリンのハーベルスタジオでアルゴ・スポーツとザウアーラント・イベントによる共同での興行をアルゴ・スポーツ主催で開催。ビンセント・フェイゲンブッツVSジェマ・サイディーと、ジャック・クルカイVSアッバス・バラオウのIBF世界スーパーウェルター級挑戦者決定戦の二つを対抗戦として行いフェイゲンブッツとクルカイがそれぞれ勝利した。
2022年8月、契約不履行で揉めていたツォイゲがフィデス・スポーツに移籍した。
2023年5月2日、IBFはゲンナジー・ゴロフキンの王座返上に伴うIBF世界ミドル級王座決定戦の入札を開催しIBF世界ミドル級3位のビンセンツォ・グアルティエリを擁するアルゴ・スポーツが41000ドルを提示しIBF世界ミドル級1位のエスキバ・ファルカンを擁するトップランクの375000ドルを抑えて落札した。

## 主な契約選手
現契約ボクサー
- ジャック・クルカイ
- ビンセンツォ・グアルティエリ
- エティノサ・オリハ

元契約ボクサー
- タイロン・ツォイゲ(2022年8月離脱、フィデス・スポーツに移籍)
- ジェマ・サイディー